# Winchester Speedway
Der Winchester Speedway ist eine Motorsport-Rennstrecke nahe Winchester im US-Bundesstaat Indiana. Bekannt ist die Strecke unter dem Namen „World's Fastest 1/2 Mile“ (deutsch: Schnellste 1/2 Meile der Welt). Zusammen mit dem Indianapolis Motor Speedway gehört der Speedway zu den ältesten in den Vereinigten Staaten der noch in Betrieb ist.

## Geschichte
Der Bau der Strecke begann im Jahr 1914, nachdem sie von Frank Funk, dem späteren Besitzer der Rennstrecke, in Auftrag gegeben wurde. Zwei Jahre später war der Bau fertig und die Strecke konnte eröffnet werden. Diese war zu dem Zeitpunkt der erste 1/2-Meilen Ovalkurs aus Ton. Als Name wurde Funk's Speedway (als Hommage an den Gründer) beschlossen. Die ersten Rennen waren vor allem Motorradrennen. Nach Funk´s Tod wurde der Speedway von seiner Familie übernommen und ausgebaut: 1932 wurden die Zuschauerbänke erhöht und 1948 wurde die Kurvenüberhöhung verändert. Die Bänke konnten danach 6000 Zuschauern Platz bieten.
1952 wurde die Strecke asphaltiert und in Winchester Speedway umbenannt, um mehr Rennen und Fans anzulocken. Nach dem Tod von Frunk ging der Besitz an Pete Wales über, der diese in den 1960er Jahren weiter ausbaute. 1970 übernahm ein neuer Besitzer namens Roger Holdeman den Kurs. Dieser war entscheidend bei der Ausrichtung des ersten 400-Runden-Rennens auf der Strecke, bekannt unter dem Namen Winchester 400. Dieses Rennen wird bis heute weiterhin als Teil der CRA Super Series ausgerichtet. Nach Holdemanns Tod übernahm seine Frau Linda den Betrieb bis ins Jahr 1997. Ab 1982 wurde bis 2021 auch das Calypso Lemonade 200 (damals Winchester ARCA 100) im Rahmen der ARCA Racing Series ausgetragen. Die Länge des Rennens variierte im Laufe der Zeit.
1997 wurde die Rennstrecke an drei Unternehmer verkauft, die weiterhin den Ausbau vorantrieben. Seitdem dient die Strecke als Austragungsort vieler kleinerer Stock-Car-Rennserien.

## Galerie

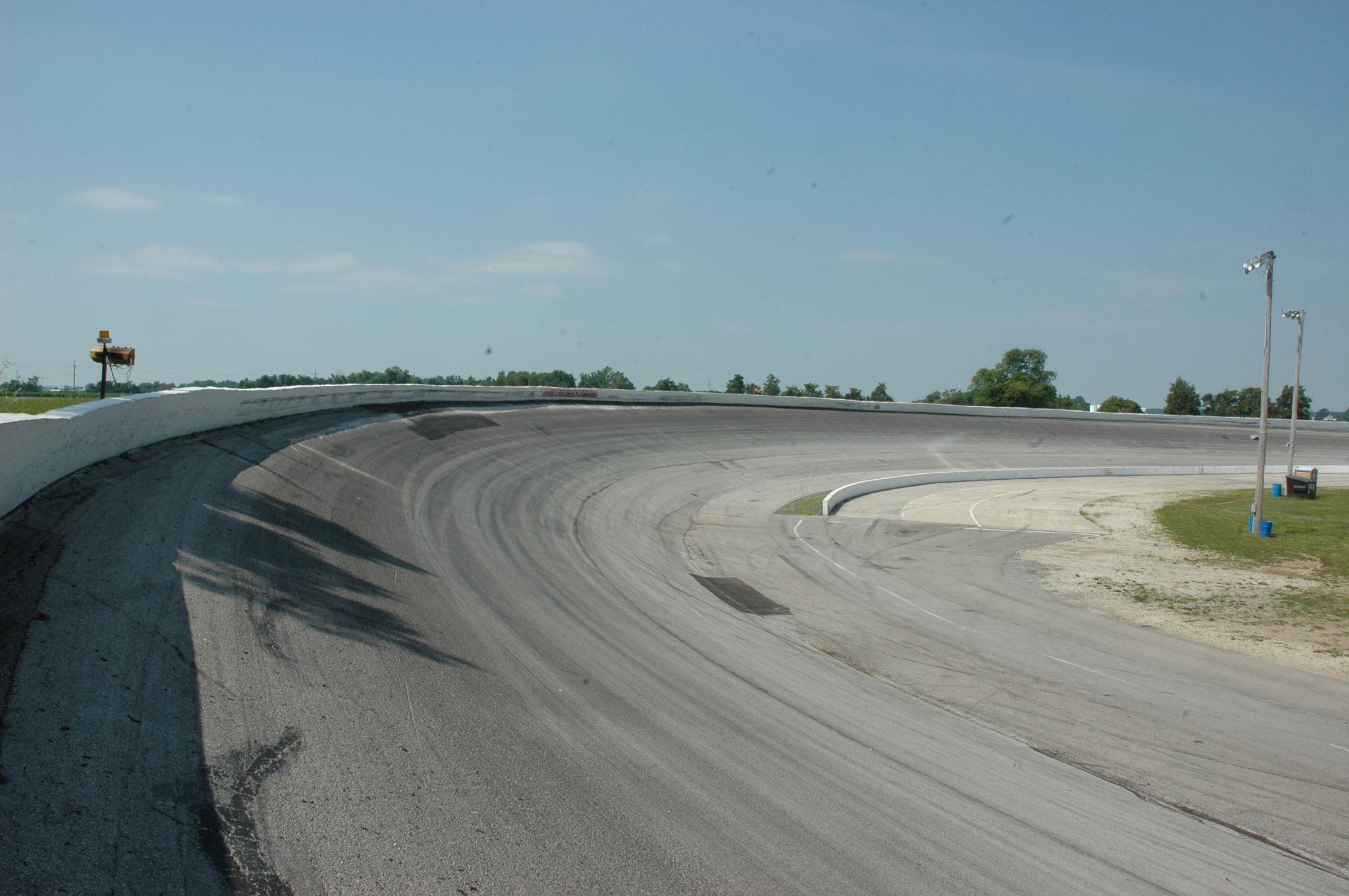
Eine Kurve
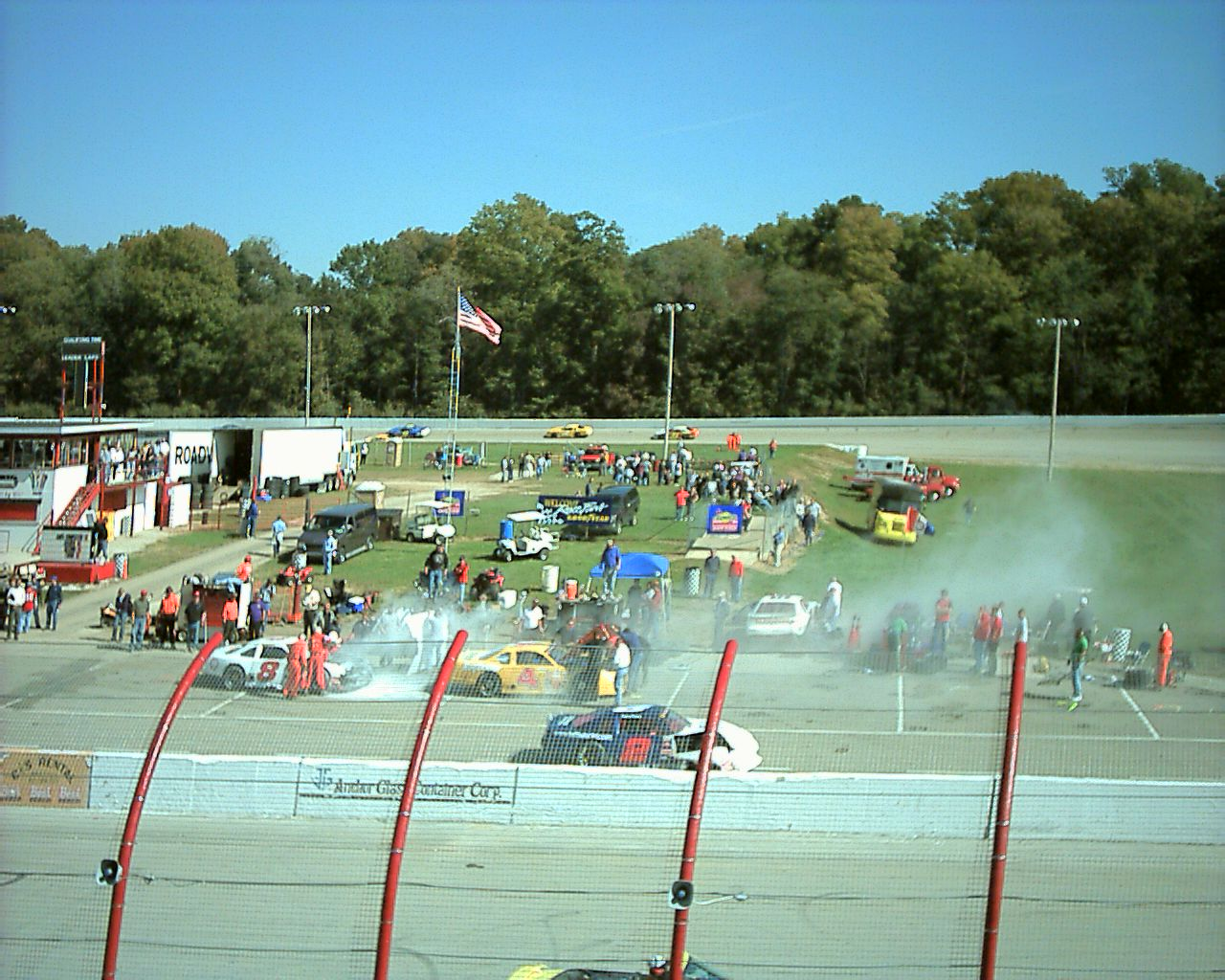
Unfall im Jahr 2003
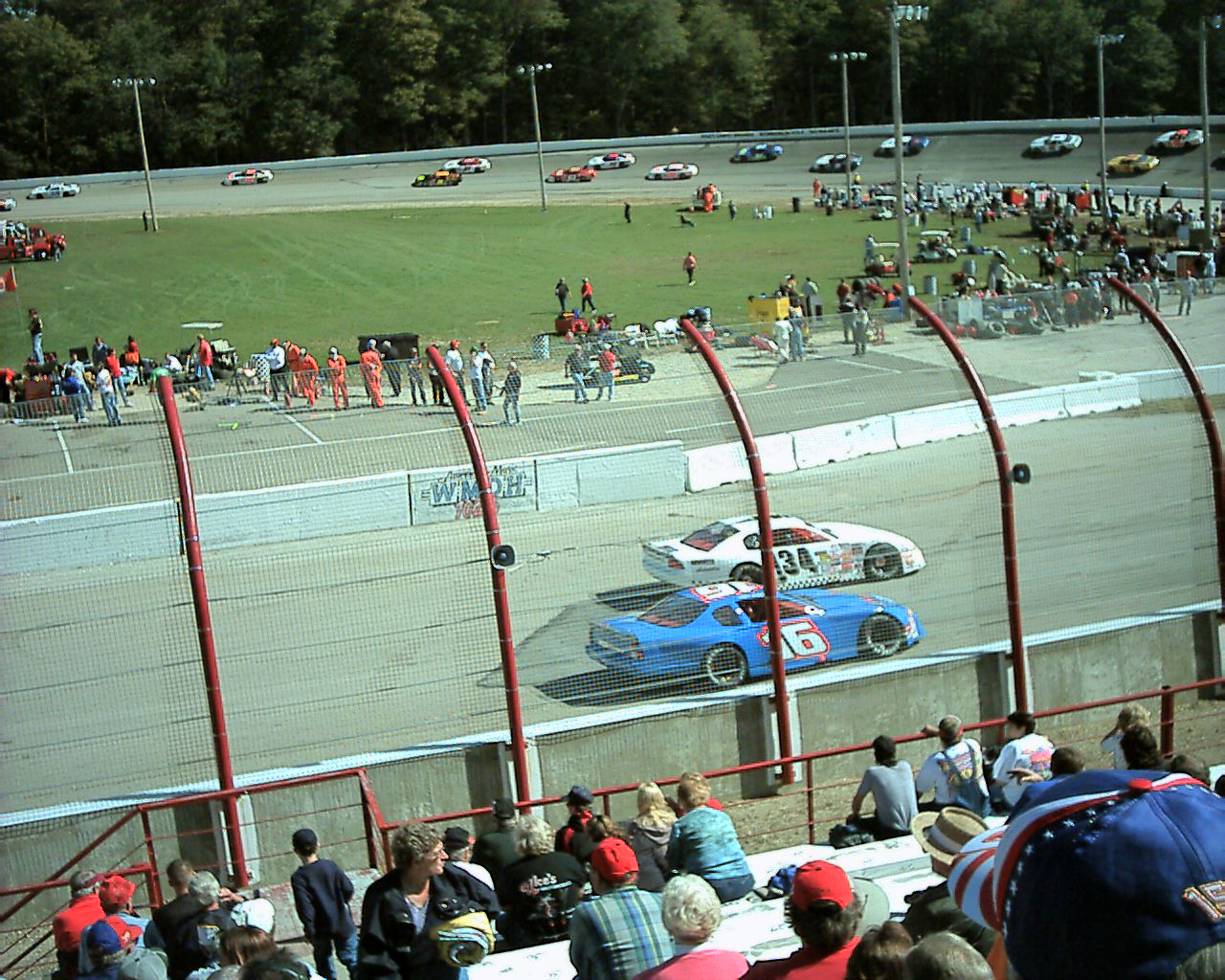
Rennszene im Jahr 2003
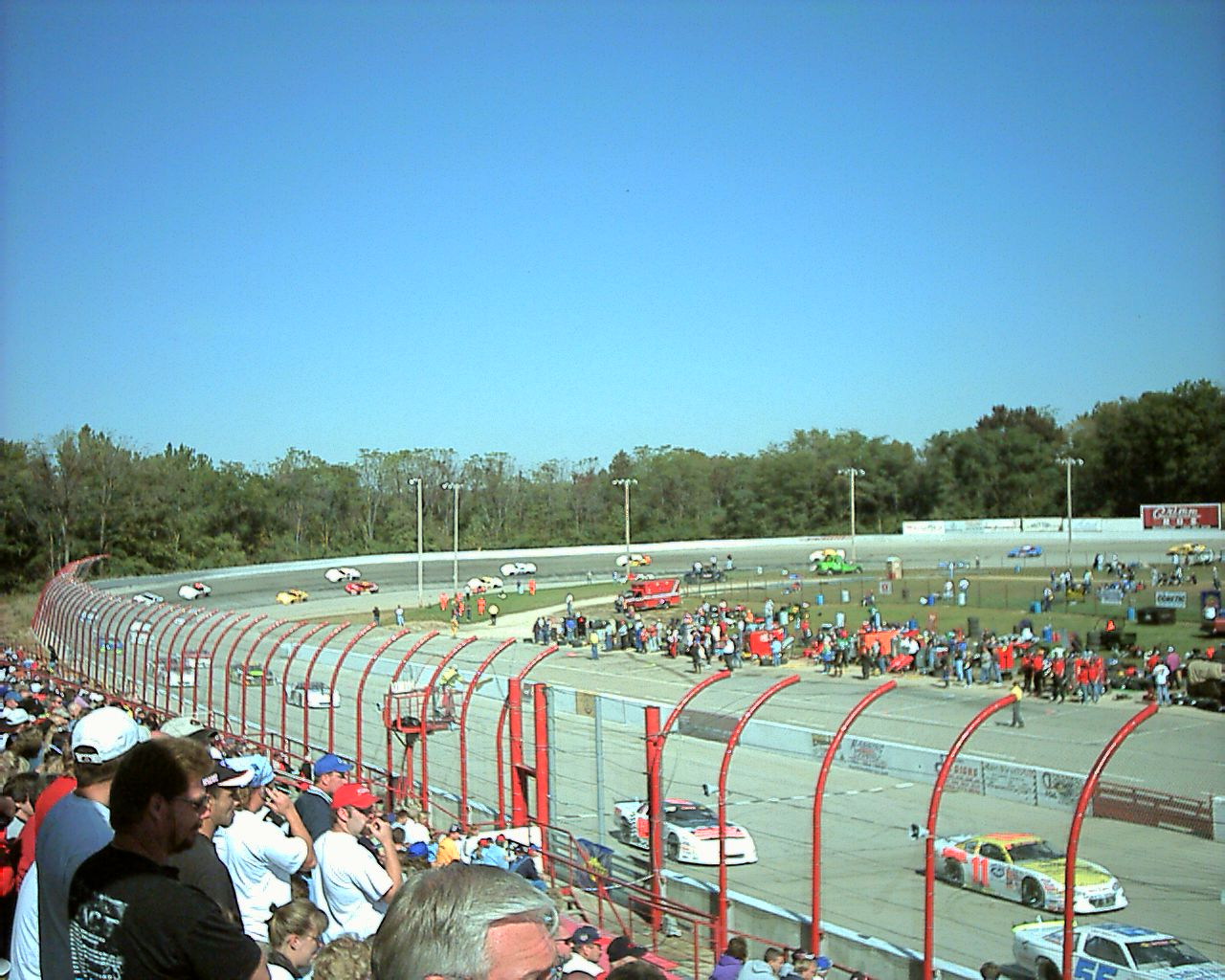
Rennszene im Jahr 2003

## Veranstaltungen
1950 wurde zum einzigen Mal ein Rennen der höchsten Rennserie der NASCAR auf dem Speedway ausgetragen. Als Sieger ging damals Lloyd Moore hervor.
Aktuell (Stand 2024) starten die ASA/CRA Super Series, die Midwest Modifieds Tour und die USAC Silver Crown Meisterschaft auf dem Kurs.